# Миодраг Сибиновић
Миодраг Сибиновић (Зајечар, 6. октобар 1937 — Београд, 26. јул 2020) био је истакнути српски филолог, лингвиста, преводилац, теоретичар превођења, књижевник. На пољу славистике је дао капитални допринос, посебно из домена русистике, украјинистике и белорусистике.
Био је професор универзитета.

## Биографија
Рођен у породици просветних радника 6. IX 1937. у Зајечару. Основну школу учио је у Кожељу, Минићеву и Књажевцу, гимназију у Књажевцу и Неготину. Дипломирао је на Групи за руски језик и књижевност Катедре за источне и западне словенске језике и књижевности Филозофског факултета у Београду 1959. године. На тој Катедри, која је после поделе Филозофског на Филозофско–историјски и Филолошки, припала Филолошком факултету, од 1960. ради на предмету Руска књижевност, прошавши сва наставничка звања. На свом матичном факултету и на факултетима на којима је био ангажован као хонорарни наставник држао је курсеве: Увод у науку о књижевности, Руска народна књижевност, Стара руска књижевност, Руска књижевност XVIII века, Руска књижевност прве половине XIX века, Руска поезија средине XIX века, Увод у теорију превођења, Руска лирска поезија XVIII и XIX века (специјални курс), Руска поема (специјални курс), Поетика Сергеја Јесењина (специјални курс). Као млади доцент, две године је провео на раду у настави на Катедри за словенску филологију Филолошког факултета у Москви. Радио је у одређеним временским интервалима као хонорарни наставник и на универзитетима у Новом Саду, Скопљу и Приштини. Држао предавања као гостујући професор на Филолошком факултету МГУ, Филолошком факултету у Кијеву, Карловом универзитету у Прагу и Институту за превођење Удружења књижевника Грузије у Тбилисију.
Докторат књижевних наука стекао је на Универзитету у Београду 1970. године (тема: Љермонтов у српској књижевности до 2. светског рата). Његови курсеви из руске народне књижевности и из теорије превођења заправо су први курсеви из ових научних дисциплина на београдској славистици и Београдском универзитету.
На предлог Научног савета Московског државног универзитета 1996. добио је звање почасног доктора Московског универзитета.
Преминуо је 26. јула 2020.

## Пројекти
Био је научни руководилац следећих истраживачких факултетских или међуфакултетских, односно међуинституционалних пројеката:
Историја и поетика српског књижевног превода (факултетски пројекат), Међусловенске књижевне и културне везе (руководилац пројекта, рађеног заједно са Институтом за књижевност и уметност — Београд), Српска књижевност и култура у европском контексту (међуфакултетски пројекат београдског Филолошког факултета, Филозофског факултета из Новог Сада, Факултета драмских уметности из Београда и Академије уметности из Новог Сада).
Иницирао је и организовао међународне симпозијуме на Филолошком факултету у Београду: Руска емиграција у српској култури ХХ века (1993), Руска емиграција у српској и другим словенским земљама ХХ века (1995) и Јесењин на крају ХХ века (1997).

## Достигнућа
На Филолошком факултету у Београду, осим славистима, једно време предавао је предмет Увод у теорију превођења и студентима оријенталистике (група за турски и група за арапски језик и књижевност), студентима групе за кинески језик и књижевност и групе за јапански језик и књижевност. То је чинио у сарадњи са професорима и лекторима одговарајућих језика. Овај предмет је годину дана предавао, такође, студентима преводилачког усмерења на Филолошком факултету Универзитета у Скопљу — док тамошњи Факултет није добио квалификованог наставника за теорију превођења из сопствене средине.
Његова књига О превођењу (1990) била је основни уџбеник за све средњошколце преводилачког смера у Србији (који су учили француски, немачки, енглески и руски језик).
Посебно се бавио истраживањем књижевноисторијских и теоријских аспеката превођења. Објавио је преко 300 стручних и научних радова и 20 ауторских књига из области науке о књижевности. Аутор је одељака о романтизму у руској књижевности прве половине ХIХ века и о руској поезији средине ХIХ века у познатом Нолитовом коауторском издању Руска књижевност I–II. Радови су му објављивани, осим на српском, на руском, чешком, француском, белоруском и украјинском језику — у Русији, Чехословачкој, Бугарској, Белорусији, Украјини и Швајцарској.
Током живота ангажовао се повремено на стручним и организационим пословима Савеза славистичких друштава Југославије, Славистичког друштва Србије, Друштва за стране језике и књижевности Србије, Удружења књижевних преводилаца Србије. Учествовао је у припремама за оснивање Друштва српско–руског пријатељства Србије. Један је од оснивача и Српско–украјинског друштва Републике Србије. Од 1990. је председник Комитета слависта Југославије, а 1991. је изабран за члана светског Међународног славистичког комитета (на обе ове функције 1998. дао је оставку).
Члан је Удружења књижевних преводилаца Србије и Удружења књижевника Србије.
Од 1983. до 1985. био је проректор за наставна питања Универзитета у Београду и од 1984. до 1989. год. председник Просветног савета Србије.
Током радног века био је члан уредништва или уредник следећих научних часописа:
- Књижевна историја (Београд), један од оснивача и члан Уредништва;
- Живи језици (Београд), часопис Друштва за стране језике и књижевности Србије, главни и одговорни уредник;
- Преводилац (Београд), часопис Удружења стручних и научних преводилаца Србије, члан Савета;
- Филолошки преглед (Београд), члан Уредништва;
- Зборник за славистику Матице српске (Нови Сад), главни и одговорни уредник;
- Слов'янський свiт(Київ), члан Уредништва међународног састава;
- УКРАС (Київ), члан Уредништва међународног састава.

Бави се превођењем књижевних дела на српски језик. Приредио је многа издања руских и украјинских, белоруских и грузијских писаца на нашем језику. Превео је преко 80.000 стихова из руске, белоруске, украјинске, чешке, бугарске, македонске, јерменске и грузијске поезије. Као члан Редакције научног издања Целокупних дела Десанке Максимовић, прикупио је и приредио 8. и 9. том тога издања који обухватају песникињине преводе поезије.
Преводио је с руског либрета за оперске представе у београдском Народном позоришту и „Мадленијануму“.
Са дословног превода на руски сачинио је и у Српској књижевној задрузи са одговарајућим предговором 1989. године објавио први српски превод старогрузијског спева Шоте Руставелија Витез у тигровој кожи..
Од септембра 1998. године, у знак протеста против новодонесеног Закона о универзитету, одбивши да учествује у деградирању универзитета у Србији, отишао је у превремену пензију. После пензионисања наставио је да се бави научним и преводилачким радом. У том периоду и даље објављује књиге својих научних и есејистичких радова, као и низ превода.
Дугогодишњи је предавач на књижевним трибинама Коларчевог народног универзитета у Београду, Народне библиотеке Србије, Руског дома, Културног центра Београда, Библиотеке града Београда и других културних институција у Београду, на територији Србије и некадашње Југославије. Више пута је на тим трибинама држао и циклусе предавања и књижевних вечери (Поезија Сергеја Јесењина, КНУ, 1965; Руска поезија Пушкинове плејаде, Народна библиотека Србије 1983; Пушкин, КНУ, 1999; Човек и природа у руској поезији, Руски дом, 2003; Руска поезија друге половине ХХ века, КНУ, 2003. и др.). У томе је често сарађивао са низом значајних српских драмских, музичких и ликовних уметника. Од задужбине Илије М. Коларца Коларчев народни универзитет новембра 2000. године добио је „Плакету за изванредне заслуге у програмској делатности Коларчеве задужбине“.
Иницијатор је или учесник многих пројеката посвећених развоју културне сарадње и популарисању руске, украјинске и белоруске књижевности на српском културном подручју (велика изложба у Народној библиотеци Србије Пушкин и српска култура, 1999; концепција, избор и највећи део превода за телевизијски циклус током којег је на РТС 2000. у троделној емисији представљена Пушкинова лирика на српском језику; телевизијска емисија Пушкин и српска култура, РТС, 1999; уводна излагања о низу руских писаца у циклусу Великани светске књижевности Школског програма РТС, учешће у ТВ емисијама поводом 100. годишњице рођења С. Јесењина; низ предавања и књижевних вечери у градовима Србије поводом 200. годишњице рођења А. С. Пушкина и 100. годишњице рођења С. Јесењина и др.). Од његових превода поезије А. Ахматове из књиге Песме и есеји драмска уметница Олга Савић је 1999. године сачинила и у сали Института за културу Србије изводила монодраму „Ана Ахматова“.

## Награде
За превод Антологије белоруске поезије (Београд, 1993) добио је 2001. белоруску државну плакету „1000 година хришћанства“. За превод антологије украјинске поезије (Српско Сарајево, Бања Лука, 2002) У инат ветровима добио је 2004. украјинску међународну награду „Иван Франко“. Носилац је награде „Милош Ђурић“ за превод поезије (Ана Ахматова, Песме и есеји, Паидеиа, Београд, 1999), Награде за најбољи превод руске књижевне прозе „Др Јован Максимовић“ (Т. Толстој, Кис, „Геопоетика“, Београд, 2002).
За активност у обележавању 200. годишњице Пушкина 1999. добио је медаљу Владе Руске Федерације. Као предавачу два пута му је додељивана плакета Руског дома културе у Београду.
Додељене су му повеље за животно дело Удружења књижевних преводилаца Србије (2004. године), Удружења књижевника Србије (2012.) и Славистичког друштва Србије (2017.). Од Смедеревске песничке јесени 2016. добио је Повељу за превођење савремене поезије „Златко Красни“.
Одлуком Владе Републике Србије, на предлог Удружења књижевних преводилаца Србије, 7. децембра 2007. године додељено му је посебно признање за врхунски допринос националној култури у Републици Србији.

## Ауторске књиге
- Љермонтов у српској књижевности. Филолошки факултет, Београд, 1971, 227 стр.
- Оригинал и превод. Привредна штампа, Београд, 1979, 189 стр.
- О превођењу. Приручник за преводиоце и инокореспонденте. Завод за уџбенике и наставна средства Београд, 1983, 112 стр.
- Техника превођења. Општи део. Завод за уџбенике и наставна средства Београд, 1990, 98 стр.
- Поетика и поезија. Велики руски лиричари. Звездара, Београд 1990, 203 стр.
- Нови оригинал. Увод у превођење. Научна књига, Београд, 1990, 194 стр.
- Руски песници од барока до авангарде. Завод за уџбенике и наставна средства Београд, 1995, 238 стр.
- Словенски импулси у српској књижевности и култури. Звездара, Београд, 1995, 254 стр.
- Пушкинов и српски „Евгеније Оњегин“, Idea, Београд, 1999, 190 стр.
- Између светова. Нови аспекти књижевног дела Десанке Максимовић, Задужбина Десанка Максимовић, Народна библиотека Србије, Просветни преглед, Београд, 1999, 218 стр.
- Руски књижевни источници, Ниш, 2000, 176 стр.
- Иза хоризонта. Огледи из руске, украјинске, белоруске и грузијске књижевности. Чигоја штампа, Београд, 2002, 177 стр.
- Нови живот оригинала, Удружење научних и стручних преводилаца Србије, Просвета, Алтера, Београд, 2007, 309 стр.
- Словенска вертикала, Славистичко друштво Србије, Београд, 2008, 434 стр.
- Индивидуална конкретизација књижевног текста, Филолошки факултет, Београд, 2012, 467 стр.
- Множење светова. Руски писци у српској преводној књижевности (од Х до ХХI в.). Clio, Београд, 2015, 218 стр.
- Славистичке теме, Филолошки факултет, Београд, 2015, 268 стр.
- Кроз гриву зене. Рашчитавање песама о коњу из поезије словенских народа, Филолошки факултет, Београд, 2017, 164 стр.